# وادي عارة (حيفا)
وادي عارة قرية فلسطينية مهجرة بعد حرب 1948، وبعد طرد سكانها أقيم مكانها في عام 1949 «كيبوتس بركاي»

## القرية قبل عام 1948
كانت القرية تقع جنوبي حيفا شمالي شرق الخضيرة، تبعد عن حيفا 54 كم أما عن الخضيرة 13 كم تربطها طرق بها طرق معبدة، وتقع القرية على تلة بالقسم الشمالي الغربي من جبال نابلس على ارتفاع 90 مترا فوق سطح البحر، وكما أنها تقع على منفذ استراتيجي في القسم الغربي من طريق وادي عارة الواصل لمرج ابن عامر، كان شكل القرية مربعا.
السكان في وادي عارة عام 1922 68 نسمة، وفي عام 1931 81 نسمة، منهم 42 ذكرًا و39 أنثى، لهم 28 بيتًا. وفي عام 1945 ارتفع العدد إلى 230 مسلمًا كانت قرية صغيرة جنوب حيفا عند قضاء جنين. أقرب القرى إليها: كفر قرع في شمالها الشرقي وبرطعة من أعمال جنين في شرقها. التسمية من عرا بالعربية بمعنى قصد الإنسان الآخر طلبا للمعروف أو قد تكون من الجذر السامي بمعنى عرا أي احتوى، أو الكلمة الكنعانية عري بذلك تكون الوادي العاري، وذكر ابن خرذابة في كتابه المسالك والممالك بأنه عام 300 للحجرة وادي عارة بأنها منطقة بين اللجون وقلنسوة تكثر فيها السباع.
تقع في جوار وادي عارة الأماكن التالية:
تل الأساور ذكرها المقريزي باسم عيون الأساور كانت تقوم عليها بلدة يحام الكنعانية وتل الأساور عبارة عن تل عثر فيها على آثارات قديمة، خربة بيدس في جنوب القرية الغربي كانت تقوم هناك قرية وجد فيها مغارة وصهاريج ومقبرة محفورة بالحجر ومعصرة زيت منقورة بالصخر أقام الصهاينة مكانها مستوطنة معانيت، والرصيصة، خربة البريج، خربة الناصرية والطويلة.

## تهجير القرية
بحسب جيش الإنقاذ العربي وقائده فوزي القاوقجي اشتبكت قوات الجيش العربي مع كتيبة الهاجاناه القادمة من مستوطنة معانيت وكادت تغلبها لولا تدخّل الجيش البريطاني لجانب الهاغاناة التي وقع في صفوفها 25 مصابا، وفي 27-18 فبراير/شباط عام 1948 احتلت الهاغانة القرية وطردت أهلها بعد معارك ضارية.

## القرية اليوم
مكان القرية تقوم المستوطنة بركاي، لم يبق من القرية سوى بيتين الأول فيه نوافذ كبيرة ودرج لولبي والآخر لم يبق منه سوى أقواسه وتحوّل البيت لمسبح.

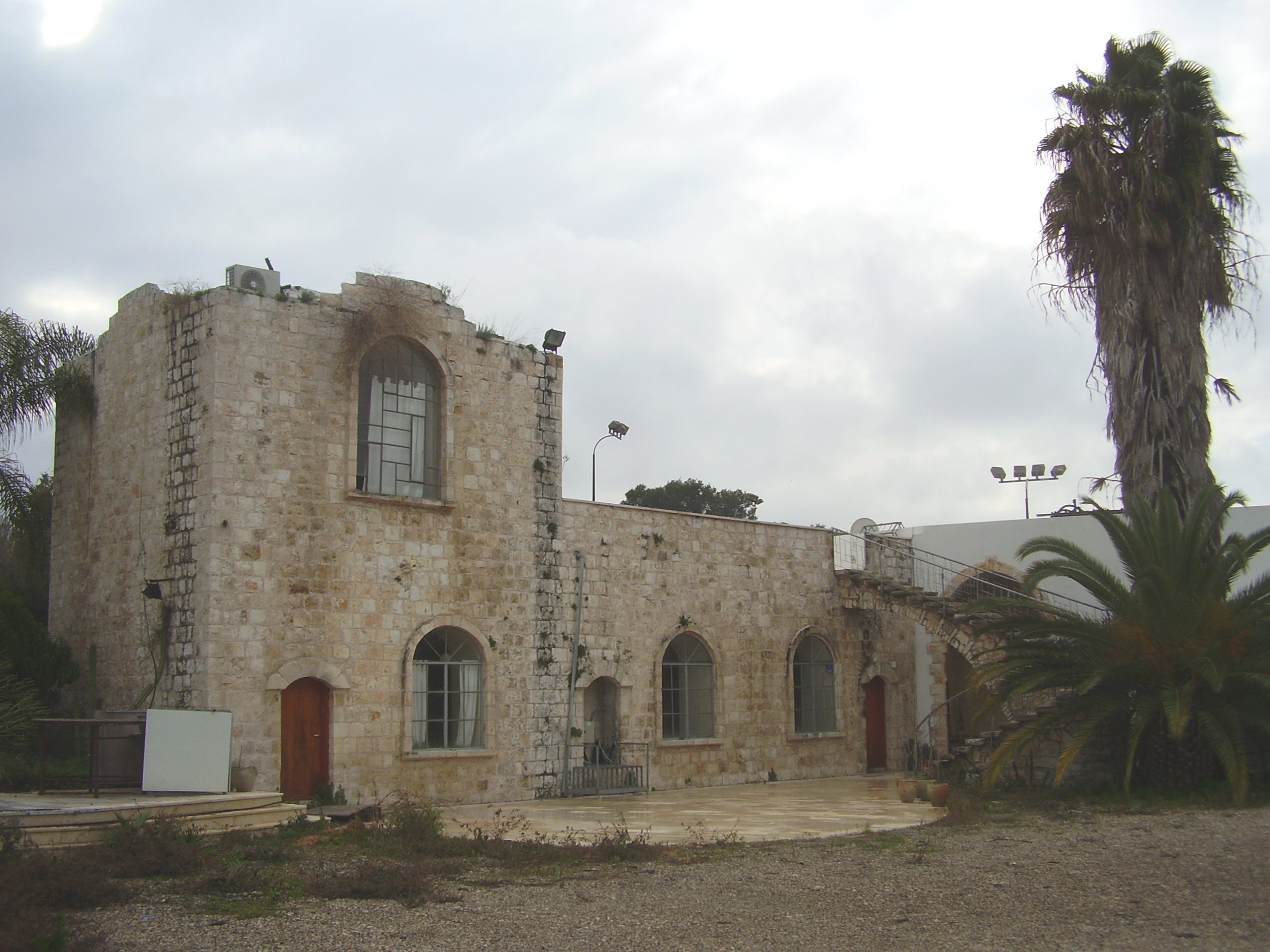
إحدى البيوت الباقية إلى الآن.

## وصلات خارجية
- وادي عارة، موقع فلسطين في الذاكرة.